# Kfar Charuv
Kfar Charuv (hebrejsky כְּפַר חָרוּב, podle stromu rohovníku, hebrejsky „Charuv“, doslova „Rohovníková vesnice“, zároveň návaznost na jméno zdejší vysídlené syrské vesnice Kafr Harb, která uchovávala jméno židovského sídla Harub zmiňovaného v Talmudu., v oficiálním přepisu do angličtiny Kefar Haruv, přepisováno též Kfar Haruv) je izraelská osada a vesnice typu kibuc na Golanských výšinách v Oblastní radě Golan.

## Geografie
Vesnice se nachází v nadmořské výšce 310 metrů, cca 12 kilometrů jihovýchodně od města Tiberias, cca 63 kilometrů východně od Haify a cca 113 kilometrů severovýchodně od centra Tel Avivu. Leží na náhorní plošině v jižní části Golanských výšin, na úzkém plošině na okraji prudkého zlomu, který se západně od osady propadá směrem ke Galilejskému jezeru a na východní straně do údolí toku Nachal Mejcar.
Je situována v oblasti s hustou sítí zemědělského osídlení, takřka výlučně židovského, tedy bez arabských sídel. Na dopravní síť Golanských výšin je napojena pomocí silnice číslo 98, která je hlavní severojižní komunikací v tomto regionu.

## Dějiny
Kfar Charuv leží na Golanských výšinách, které byly dobyty izraelskou armádou v roce 1967 a byly od té doby cíleně osidlovány Izraelci. Tato osada byla založena v květnu 1973. Osadníky tvořili stoupenci levicové Strany práce, respektive strany Ma'arach.
První rok šlo o provizorní sídliště. V roce 1974 byl kibuc přesunut do nynější polohy s trvalou zděnou zástavbou. Vznik obce se v oficiálních statistických výkazech klade do roku 1974. Osídlena byla zčásti přistěhovalci z USA. Vesnice zaujímá strategickou polohu. Před rokem 1967 odtud syrská armáda ostřelovala kibuc Ejn Gev. Ekonomika je založena na zemědělství a turistice. Východně a jižně od osady se rozkládají intenzivně obhospodařované pozemky. Nachází se tu ubytování pro turisty a vyhlídkový areál Micpe le-Šalom (מיצפה לשלום). Kibuc je částečným vlastníkem lázeňského komplexu Chamat Gader. V Kfar Charuv fungují zařízení předškolní péče o děti. Základní školství je k dispozici v nedaleké vesnici Bnej Jehuda, střední školství ve městě Kacrin.
Ve zprávě z roku 1977 vypracované pro Senát Spojených států amerických se počet obyvatel v osadě odhaduje na 180. Plocha vesnice byla udávána na 2800 dunamů (2,8 kilometrů čtverečních). V obci funguje zdravotní středisko, obchod se smíšeným zbožím a plavecký bazén.

## Demografie
Obyvatelstvo obce Kfar Charuv je sekulární. Jde o malé sídlo vesnického typu s rostoucí populací. K 31. prosinci 2014 zde žilo 347 lidí. Během roku 2014 stoupla populace o 5,8 %.
| Rok            | 1983 | 1995 | 1999 | 2000 | 2001 | 2003 | 2004 | 2005 | 2006 | 2007 | 2008 | 2009 | 2010 | 2011 | 2012 | 2013 | 2014 |
| -------------- | ---- | ---- | ---- | ---- | ---- | ---- | ---- | ---- | ---- | ---- | ---- | ---- | ---- | ---- | ---- | ---- | ---- |
| Počet obyvatel | 153  | 253  | 240  | 241  | 231  | 233  | 239  | 285  | 306  | 312  | 319  | 312  | 308  | 313  | 319  | 328  | 347  |